# Targum

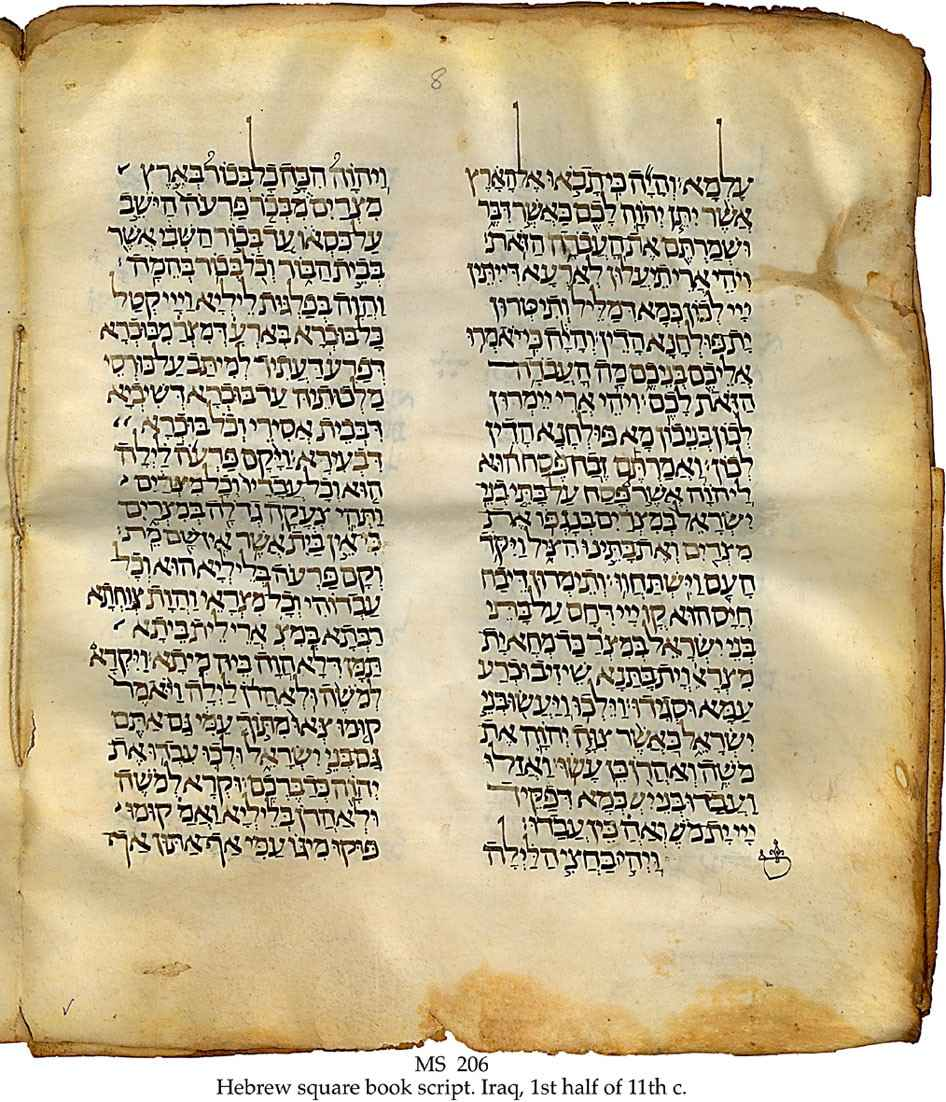
Zweisprachige Bibel, 11. Jahrhundert.
Der Text (Leseabschnitt Bo) beginnt mit dem letzten Wort von Schemot 12:24 in der aramäischen Übersetzung nach dem Targum Onkelos, danach geht es mit 12:25–31 auf Hebräisch weiter, wobei den hebräischen Versen jeweils deren aramäische Übersetzung folgt. Die Übersetzung von Vers 31 ist nicht vollständig auf der Seite enthalten.

Ein Targum (hebräisch תרגום ‚Übersetzung‘, ‚Erklärung‘; Plural Targumim, deutsch auch Targume; abgekürzt Tg) ist eine antike Übersetzung von hebräischen oder altgriechischen Bibel-Handschriften in das Aramäische. Es gibt offizielle Targumim, darunter besonders die babylonischen, und inoffizielle Targumim, darunter besonders die palästinischen. Ein Targum kann neben der „einfachen“ (peschat) wörtlichen Bedeutung auch Stellen enthalten, die wie ein Midrasch interpretativ übersetzt und wie ein Kommentar erweitert und gedeutet sind. Targumim sind zwischen 200 v. und 800 n. Chr. entstanden.

## Targumim aus Qumran
Nach dem Babylonischen Exil (539 v. Chr.) verdrängte Aramäisch, die Hauptsprache im Perserreich, das Hebräische als Alltagssprache in Israel. Die ältesten bekannten aramäischen Bibelhandschriften wurden 1956 unter den Schriftrollen von Qumran gefunden. Sie entstanden zwischen 200 und 150 v. Chr. und übersetzen Teile des hebräisch abgefassten 3. Buchs Mose (4Q156) und des Buchs Ijob (4Q157, 11Q10).
Die aramäischen Ijobtexte unterscheiden sich nur an wenigen Stellen geringfügig von den bis dahin bekannten, etwa 1000 Jahre jüngeren masoretischen Handschriften. Sie sind einfacher, daher leicht verständlich und zeigen eine Tendenz, mythische Motive zu reduzieren und rational zu deuten.

## Palästinische Targumim
Nach dem jüdischen Bar-Kochba-Aufstand (132–135 n. Chr.) benannte die römische Besatzung unter Kaiser Hadrian die Provinz Judäa in Syria Palaestina um. Die römische Fremdherrschaft zerstörte auch die jüdische Hauptstadt Jerusalem, zerstreute und vertrieb die Juden und erbaute auf den Ruinen die römische „Aelia Capitolina“.
Anders als die babylonischen, waren die in römischer Fremdherrschaft und unter dem Einfluss des Hellenismus in der Provinz Syria Palaestina entstandenen palästinischen Targumim zumeist inoffizielle, d. h. von damals führenden jüdischen Auslegern nicht autorisierte, variantenreich interpretierte Übersetzungen der jüdischen Bibel, die viele freie erzählerische Erweiterungen aufweisen.
Es sind eine Reihe Targume in den ersten Jahrhunderten n. Chr. im palästinischen Bereich entstanden. Die inoffiziellen Textvarianten sind vielfältig. Sie verbinden freie Übertragungen von Bibeltexten (teilweise Paraphrasen) mit Auslegungen dazu, die im Synagogengottesdienst verschiedener (Sonder-)Gemeinden und Gruppen verwendet wurden. Sie erlauben Einblicke in das Hellenistische Judentum in Judäa und Galiläa unter römischer Besatzung und die Judenverfolgung dieser Zeit.

### Targum Neophyti
Der Targum Neophyti 1 (Tg N) umfasst die gesamte Tora (1.–5. Buch Mose, Pentateuch). Die Datierung des Targums ist unsicher. Ein vollständiges Kolophon stammt aus dem Jahre 1504 und wurde zuerst fälschlich im Vatikan als Targum Onqelos tituliert. Im Jahre 1886 wurde es durch die Bibliotheca Vaticana vom Collegium Ecclesiasticum Neophytum erworben, welches es seinerzeit im Jahre 1602 von Gregor XIII. erhalten hatte.
Dass es sich um einen eigenständigen Targum handelt, wurde im Jahre 1949 von den spanischen Professoren Josep Maria Millàs Vallicrosa und Alejandro Díez Macho entdeckt. Dieser Targum ist keine reine Übersetzung in das palästinische Aramäisch (im Unterschied zum babylonischen Aramäisch), sondern enthält an vielen Stellen längere Erweiterungen des biblischen Textes. Díez Macho argumentiert, dass Neophyti 1 in das erste Jahrhundert n. Chr. datiert. Als Teil einer vorchristlichen Texttradition basiere es auf anti-jüdischem, anti-halachischem Material mit frühen geografischen und historischen Begriffen, griechischen und lateinischen Wörtern und vormasoretischen hebräischen Texten. Martin McNamara  argumentiert hingegen, dass dieser Targum in das vierte Jahrhundert n. Chr. datiert.

### Targum Pseudo-Jonathan
Der Targum Pseudo-Jonathan oder Jeruschalmi I (Tg J) umfasst ebenfalls die Tora sowie Midraschim (predigthafte Auslegungen) dazu. Auch der Fragmententargum oder Targum Jeruschalmi II (Tg JII oder Tg F) enthält gesammelte Midraschim zur Tora, die aber nur in einzelnen Versen oder Versgruppen erhalten sind. Es wurde vor 800 n. Chr. abgeschlossen. Dieser Targum ist eine Kombination aus Übersetzung und aggadischen Kommentaren, wo er reine Übersetzung ist, stimmt er meist mit dem Targum Onkelos überein.

### Kairoer Genisa
Bruchstücke von offiziellen jüdischen Targumim sind mit anderen alten originalen jüdischen Bibelhandschriften 1890 in einer Geniza in Kairo gefunden worden. Fehlerhafte und durch Alter, Verschleiß oder Unfall ungeeignet (unkoscher) gewordene jüdische Schriften werden in der Genisa einer Synagoge zur abschließenden würdevollen Beisetzung gesammelt.

## Babylonische Targumim
Anders als die palästinischen waren die in der jüdischen Diaspora in Babylonien entstandenen Targumim offizielle, von damals führenden jüdischen Auslegern autorisierte Übersetzungen der jüdischen Bibel.

### Targum Onkelos
Zu den offiziellen Targumim gehört vor allem der Targum Onkelos (Tg O), der im Talmud auf Onkelos bzw. Rabbi Aquila, einen Proselyten und Revisor der griechischen Septuaginta, zurückgeführt wird. Er umfasst die Tora und übersetzt sie wortgetreu und nur leicht interpretiert, nahe am masoretischen Text, jedoch mit einigen aktualisierenden exegetischen Ergänzungen. Er wurde wahrscheinlich um 200 begonnen und bis zum Abschluss im 5. Jahrhundert mehrfach überarbeitet. Die frühesten Textbelege (Ex 15:9–12) lassen sich auf zwei Zauberschalen aus Nippur, Babylonien nachweisen.

### Targum Jonathan
Der Targum Jonathan oder Prophetentargum wird auf Theodotion bzw. Jonathan zurückgeführt, der auch der Autor eines Werkes über Kabbala ist, des Buches Megadnim. Wahrscheinlich wurde der Targum Jonathan aber schon früher begonnen. Er überträgt die biblischen Nevi’im in erzählerischer Ausgestaltung. Auch hier ist der früheste Textbeleg auf einer Zauberschale aus Nippur, Babylonien zu verzeichnen.

## Weitere
Targumim existieren ferner zu den Psalmen, zum Buch der Chronik, zu den Sprichwörtern, zum Buch Ester und zum Hohelied.

### Textausgaben und Übersetzungen
- Martin McNamara (Hrsg.): The Aramaic Bible: The Targums. Edinburgh 1987ff., ISBN 0-567-09477-4.
- Ernest G. Clarke (Hrsg.): Targum Pseudo-Jonathan of the Pentateuch: Text and Concordance. Ktav Publishing House, Hoboken/NJ 1984, ISBN 0-88125-015-5.
- Alejandro Díez Macho: Neophyti 1: Targum Palestinense, ms de la Biblioteca Vaticana. Consejo Superior de Invest. Cientif., Madrid 1968–1979, ISBN 84-00-03973-4.
- Michael L. Klein: The Fragment-Targums of the Pentateuch according to their Extant Sources. Band 1: Texts, Indices and Introductory Essays. Band 2: Translation. (Analecta Biblica 76.) Rom 1980.
- Michael L. Klein: Genizah Manuscripts of Palestinian Targum to the Pentateuch. 2 Bände. Hebrew Union College Press, Cincinnati 1986, ISBN 0-87820-206-4.
- Alexander Sperber: The Bible in Aramaic Based on Old Manuscripts and Printed Texts I-IV. Leiden 1959–1973.

### Bibliographie
- Bernard Grossfeld: A Bibliography of Targum Literature 1 (Bibliographica Judaica 3). Hebrew Union College Press u. a., Cincinnati/Oh. u. a. 1972, ISBN 0-87068-192-3.
- Bernard Grossfeld: A Bibliography of Targum Literature 2 (Bibliographica Judaica 8). Hebrew Union College Press u. a., Cincinnati/Oh. u. a. 1977, ISBN 0-87820-905-0.

### Studien
- Steven E. Fassberg: A Grammar of the Palestinian Targum Fragments from the Cairo Genizah (Harvard Semitic Studies 38). Scholars Press, Atlanta/Ga. 1990. ISBN 1-55540-569-X.
- Paul V. M. Flesher (Hrsg.): Targum studies. Scholars Press, Atlanta/Ga. 1998ff.
- Uwe Gleßmer: Einleitung in die Targume zum Pentateuch. Mohr, Tübingen 1995. ISBN 3-16-145818-4.
- David M. Golomb: A Grammar of Targum Neofiti (Harvard Semitic Monographs 34). Scholars Press, Chico/Ca. 1985. ISBN 0-89130-891-1
- Kevin J. Cathcart,  Michael Maher (Hrsg.): Targumic and Cognate Studies: Essays in Honour of Martin McNamara. JSOT.S 230. Sheffield 1996. ISBN 1-85075-632-5.
- Günter Stemberger: Einleitung in Talmud und Midrasch. C. H. Beck, München 1992.
- Michael Tilly: Die Targume – Zeugnisse der Rezeptionsgeschichte der Bibel im Judentum. In: Sacra Scripta 6 (2008), S. 7–19.

## Einzelbelege
1. ↑  Heinz-Josef Fabry: Der Text und seine Geschichte. In: Erich Zenger (Hrsg.): Einleitung in das Alte Testament. 6. Auflage 2006, S. 59.
2. ↑  Martin McNamara: The Aramaic Bible, Targum Neofiti 1. Michael Glazier, 1992, S. 45.
3. 1 2  Heinz-Josef Fabry: Der Text und seine Geschichte. In: Erich Zenger (Hrsg.): Einleitung in das Alte Testament. 6. Auflage 2006, S. 58.
4. ↑  Christa Müller-Kessler: The Earliest Evidence for Targum Onqelos from Babylonia and the Question of Its Dialect and Origin. In: Journal for the Aramaic Bible 3 (2001), S. 181–198.
5. ↑  Der Name des griechischen Bibelübersetzers, altgriechisch Θεοδοτίων theodótion, deutsch ‚Gottesgabe‘, kann als griechische Namensform von hebräisch יונתן yonatan, deutsch ‚JHWH hat gegeben‘ verstanden werden.
6. ↑  Stephen A. Kaufman: A Unique Magic Bowl From Nippur. In: Journal of Near Eastern Studies 32 (1973), S. 170–174.